# Elecciones regionales de Falcón de 2021
Las elecciones regionales del estado Falcon se celebraron el 21 de noviembre de 2021 y en ella se escogieron al gobernador, legisladores regionales, alcaldes y concejales municipales para el periodo 2021-2025.
La convocatoria para renovar todos los cargos de elección popular en el estado fue hecha por el Consejo Nacional Electoral de Venezuela luego de que fuese derogada la Ley de Regularización de los Periodos Constitucionales y Legales de los Poderes Públicos Estadales y Municipales por parte de la Asamblea Nacional, hecho que posibilitó la convocatoria conjunta para elegir funcionarios estatales y municipales.